# Kraftwerk Awirs
Das Kraftwerk Awirs ist ein ehemaliges Kohle- und Biomassekraftwerk in der Ortschaft Awirs, Gemeinde Flémalle, Provinz Lüttich, Belgien, das an der Maas liegt. Die installierte Leistung des Kraftwerks lag in den 1970er Jahren bei 660 MW und betrug zuletzt 75 (bzw. 80) MW. Das Kraftwerk ist im Besitz von Electrabel und wurde auch von Electrabel betrieben. Es wurde am 31. August 2020 stillgelegt und soll von 2021 bis 2023 abgerissen werden.

## Kraftwerksblöcke
Das Kraftwerk bestand aus 5 Blöcken. Die folgende Tabelle gibt einen Überblick:
| Block | Max. Leistung (MW)             | Betriebsbeginn | Turbine | Generator | Dampfkessel | Status                        |
| ----- | ------------------------------ | -------------- | ------- | --------- | ----------- | ----------------------------- |
| 1     | 50 (bzw. 55)                   | 1951           |         |           |             | Stillgelegt (1998)            |
| 2     | 50 (bzw. 55)                   | 1951           |         |           |             | Stillgelegt (1998)            |
| 3     | 125 (bzw. 130)                 | 1963           |         |           |             | Stillgelegt (1998)            |
| 4     | 80 (ursprünglich 125 bzw. 130) | 1967           |         |           |             | Stillgelegt (31. August 2020) |
| 5     | 294 (bzw. 302)                 | 1973           |         |           |             | Stillgelegt (2013)            |

Das Kraftwerk Awirs war ursprünglich ein mit fossilen Brennstoffen befeuertes Kraftwerk. Die Blöcke 1 bis 3 wurden mit Kohle befeuert, der Block 4 mit Kohle, Schweröl oder Erdgas und Block 5 mit Erdgas. Der Block 4 wurde 2005 auf Biomasse umgerüstet, wobei die Leistung von 130 MW auf 80 MW reduziert wurde. Er erzeugte zuletzt ca. 600 Mio. kWh im Jahr, wofür 400.000 t Holzpellets benötigt wurden.